# Dicoryphe guatteriifolia
Dicoryphe guatteriifolia är en trollhasselart som beskrevs av John Gilbert Baker. Dicoryphe guatteriifolia ingår i släktet Dicoryphe och familjen trollhasselfamiljen. Inga underarter finns listade i Catalogue of Life.